# Pedra Dreta de Sant Salvador
La Pedra Dreta de Sant Salvador est un menhir situé à Cerbère, dans le département français des Pyrénées-Orientales.

## Description
Le menhir est constitué d'une dalle de schiste ou de micaschiste de forme sub-rectangulaire avec un sommet effilé mesurant 2,90 m de hauteur pour 0,90 m de largeur à la base et une épaisseur moyenne de 0,30 m. Les deux grandes surfaces sont planes, un épaulement côté est lui donne une allure vaguement anthropomorphe. La surface nord comporte des graffiti et quelques incisions linéaires modernes ainsi qu'une croix peinte. La pierre a été dressée au centre d'un cirque montagneux dans lequel l'ancien village de Cerbère était installé avant de se déplacer sur la côte.